# 穂積遺跡
穂積遺跡（ほづみいせき）は、大阪府豊中市の阪急宝塚線服部天神駅とその西側約2キロメートル四方に広がる縄文時代から弥生時代・古墳時代・平安時代・中世・近世にかけての複合遺跡である。史跡指定はされていないが、出土遺物の一部が豊中市指定有形文化財に指定されている。

## 歴史

### 縄文時代
第14次・15次調査では、地表下約3メートルのところで、約4500年から6000年前の海成層を検出し、干潟に生息していた40種以上の貝が群生した状態で検出されている。また、その海成層からは網のおもりに使った土器片錘（縄文土器片）が見つかっている。

### 弥生時代

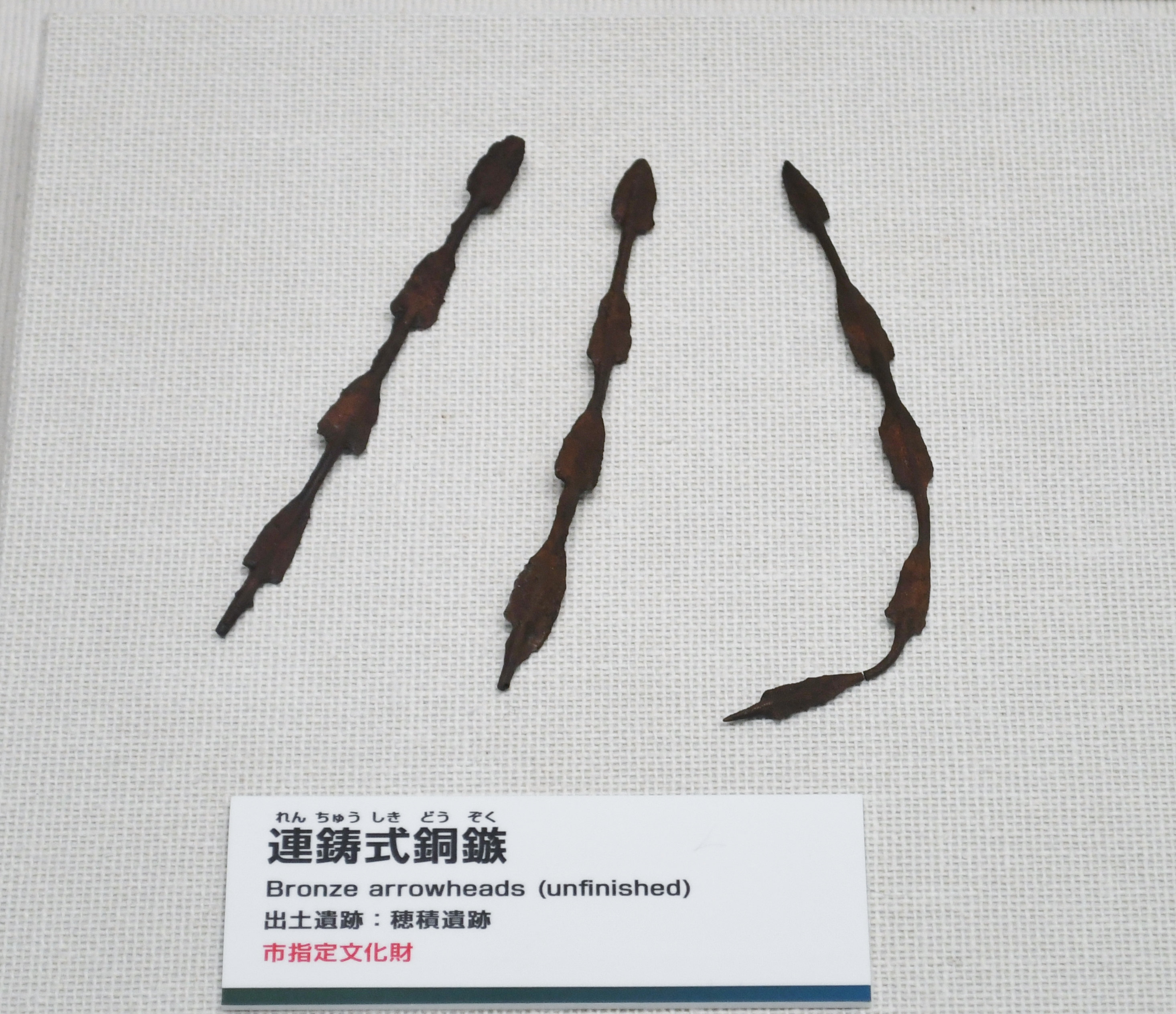
連鋳式銅鏃豊中市立郷土資料館展示。

穂積遺跡第18次発掘調査（1996年）では、弥生時代末期の竪穴建物わきの溝から連結鏃（やじり）が見つかっている。5連完成1セット、4連一部破損品2セットの計3セット。鋳型に銅を流し込んで、切り離して整形する前、研磨にいたるまでの半完成品。大きさは1個あたり全長30mm 前後の小型品。

### 中世
平安時代後期より集落が形成されはじめ、鎌倉時代から室町時代に最盛期をむかえる。1次、4次、5次調査により、掘立柱建物、井戸、池状遺構、溝状遺構、土杭、小銭。また、溝状遺構は用水路の用途だけでは無く、環壕の役割を持っていた可能性もある。

### 近世
中世から建設が開始された穂積村囲堤は昭和時代まで利用されていた。

## 文化財
- 穂積遺跡出土井戸（鎌倉時代）：個数1、豊中市指定有形文化財、指定番号31、美術工芸品・考古、指定年月日：1987年9月1日[7]
- 穂積遺跡出土銅鏃未成品（弥生終末期）：個数3、豊中市指定有形文化財、指定番号54、美術工芸品・考古、指定年月日：2000年4月1日[3]